# Jützenbach
Jützenbach é uma vila e antigo município da Alemanha localizado no distrito de Eichsfeld, estado da Turíngia.  Pertencia ao verwaltungsgemeinschaft de Eichsfeld-Südharz. Desde 1 de dezembro de 2011, faz parte do município de Sonnenstein.

## Demografia
Evoluão da população (em 31 de dezembro de cada ano):
| - 1994 - 574 - 1995 - 583 - 1996 - 576 - 1997 - 578 | - 1998 - 566 - 1999 - 572 - 2000 - 565 - 2001 - 568 | - 2002 - 556 - 2003 - 556 - 2004 - 554 - 2008 - 570 |

Fonte: Thüringer Landesamt für Statistik